# Derk de Ruiter Zijlker
Derk de Ruiter Zijlker (Nieuw-Beerta, 30 juni 1835 – Winschoten, 24 oktober 1892) was een Nederlands jurist en politicus voor de Liberale Unie.

## Levensloop
Zijlker werd geboren als een zoon van de Tweede Kamerlid Jan Freerks Zijlker en Talje de Ruiter. Hij werd later meestal vermeld als de Ruiter Zijlker, maar zijn achternaam werd nooit formeel gewijzigd. Na het behalen van het gymnasium diploma studeerde hij Romeins en hedendaags recht aan de Hogeschool Leiden en promoveerde op dissertatie. Hij begon zijn carrière als advocaat te Winschoten. Na een periode dat hij als procureur, advocaat en kantonrechter werkzaam was werd hij van 21 april 1868 tot 15 mei 1877 lid van de Tweede Kamer der Staten-Generaal voor het kiesdistrict Appingedam. Hij was tot 15 september 1891 lid van de Tweede Kamer der Staten-Generaal.

## Partijpolitieke functies
- Lid van het bureau der liberale kamerclub Tweede Kamer der Staten-Generaal

## Nevenfuncties
- Lid van het curatorium Stedelijk Gymnasium te Winschoten
- Rechter-plaatsvervanger Arrondissementsrechtbank te Winschoten
- Lid van het bestuur Zuiderzeevereeniging

## Ridderorden
- Ridder in de Orde van de Nederlandse Leeuw, 8 maart 1888

## Persoonlijk
De Ruiter Zijlker trouwde op 4 april 1861 te Zuidbroek met Edzina Buringh en samen hadden ze drie kinderen, twee zonen en een dochter. Zijn naar hem genoemde kleinzoon Derk Zijlker was doelman van het elftal van Be Quick 1887 dat in 1920 kampioen voetbal van Nederland werd.